# My Life Would Suck Without You
My Life Would Suck Without You är en electro-pop/rock-singel av sångerskan Kelly Clarkson från hennes fjärde studioalbum All I Ever Wanted. Låten nådde en 2:a plats på Hitlistan den 27 februari 2009.

## Listplaceringar
| Lista (2009)        | Topplacering |
| ------------------- | ------------ |
| Australien          | 5            |
| Danmark             | 31           |
| Belgien (Flandern)  | 18           |
| Belgien (Vallonien) | 3            |
| Nederländerna       | 5            |
| Nya Zeeland         | 11           |
| Schweiz             | 5            |
| Spanien             | 38           |
| Sverige             | 2            |
| Österrike           | 6            |

### Fotnoter
1. ↑  ”Listplacering”. http://australian-charts.com/showitem.asp?interpret=Kelly+Clarkson&titel=My+Life+Would+Suck+Without+You&cat=s. Läst 23 maj 2011.
2. ↑  ”Listplacering”. Arkiverad från originalet den 8 juli 2011. https://web.archive.org/web/20110708231916/http://www.danishcharts.com/showitem.asp?interpret=Kelly+Clarkson&titel=My+Life+Would+Suck+Without+You&cat=s. Läst 23 maj 2011.
3. ↑  ”Listplacering”. http://www.ultratop.be/nl/showitem.asp?interpret=Kelly+Clarkson&titel=My+Life+Would+Suck+Without+You&cat=s. Läst 23 maj 2011.
4. ↑  ”Listplacering”. http://www.ultratop.be/fr/showitem.asp?interpret=Kelly+Clarkson&titel=My+Life+Would+Suck+Without+You&cat=s. Läst 23 maj 2011.
5. ↑  ”Listplacering”. http://dutchcharts.nl/showitem.asp?interpret=Kelly+Clarkson&titel=My+Life+Would+Suck+Without+You&cat=s. Läst 23 maj 2011.
6. ↑  ”Listplacering”. Arkiverad från originalet den 21 augusti 2011. https://web.archive.org/web/20110821102848/http://charts.org.nz/showitem.asp?interpret=Kelly+Clarkson&titel=My+Life+Would+Suck+Without+You&cat=s. Läst 23 maj 2011.
7. ↑  ”Listplacering”. http://hitparade.ch/showitem.asp?interpret=Kelly+Clarkson&titel=My+Life+Would+Suck+Without+You&cat=s. Läst 23 maj 2011.
8. ↑  ”Listplacering”. http://spanishcharts.com/showitem.asp?interpret=Kelly+Clarkson&titel=My+Life+Would+Suck+Without+You&cat=s. Läst 23 maj 2011.
9. ↑  ”Listplacering”. http://swedishcharts.com/showitem.asp?interpret=Kelly+Clarkson&titel=My+Life+Would+Suck+Without+You&cat=s. Läst 23 maj 2011.
10. ↑  ”Listplacering”. http://austriancharts.at/showitem.asp?interpret=Kelly+Clarkson&titel=My+Life+Would+Suck+Without+You&cat=s. Läst 23 maj 2011.